# معماری آکوستیک

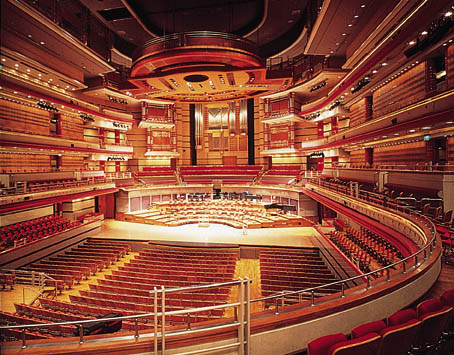
سالن سنفونی بیرمنگام

معماری آکوستیک (که با نام آکوستیک ساختمان نیز شناخته می‌شود) علم و مهندسی دستیابی به صدای خوب در داخل ساختمان است و شاخه‌ای از مهندسی آکوستیک محسوب می‌شود. اولین کاربرد روش‌های علمی مدرن در آکوستیک معماری توسط فیزیکدان آمریکایی والاس سابین در اتاق سخنرانی موزه فاگ انجام شد.
از زمان اولین تمدن‌ها موسیقی یک قسمت بی کسر از زندگی تمامی انسان‌ها بوده و به عنوان یک فرم تکمیلی ارتباط میان انسان‌ها مد نظر بوده. در واقع جز حیاتی اجتماع بوده‌است و تعجبی ندارد که بشر میلیون‌ها سال در صدد خلق محیط‌هایی هرچه بهتر برای اجرای موسیقی بوده.
کیفیت صدا ارزیابی درونی در انسان است که دارای اهمیت بسزایی است و دامنه آن از صحبت میان انسان‌ها آغاز و تا شنیدن آواهای موسیقایی ادامه می‌یابد.
از نظر علم فیزیک، مسیر صدا از منبع به دریافت‌کننده در یک فضای بسته مانند سالن موسیقی شمار بی‌نهایتی از مسیرهای مختلف را در احتمالات حرکت‌های خویش داراست (حرکت کروی صوت). و با توجه به ویژگی‌های سطوحی که در نهایت به آن‌ها برخورد می‌کند موج صدا دچار یکی از رخ دادهای بازگشت (رفلکت)، انکسار، انتشار یا جذب توسط سطوح می‌گردد. در عمل رفلکت و بازگشت، موج صدا با ز می‌گردد اما مقدار بسیاری از انرژی خویش را از دست می‌دهد. انکسار و انتشار در واقع اشاره به زمانی دارد که صدا گرداگرد محیط پخش شده و حرکتی در جهت پر کردن محیط از خویشتن را انجام می‌دهد که این حرکت نیز در انتها از انرژی آن می‌کاهد. هنگامی که یک موج صدا با سطوح معینی برخورد می‌کند، مصالح سطح در حقیقت مقداری از انرژی صوت را جذب می‌سازند. ضریب جذبی برای هر یک از مصالح معین وجود دارد که درصد جذب آن را مشخص می‌سازد.

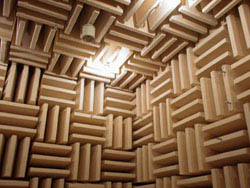
یک محفظه بدون پژواک، با استفاده از جذب آکوستیک برای ایجاد فضای مرده.

در طراحی فضاهایی مانند تئاترها و محیط‌های شنوایی در زمینه بالانس و موازنه نمودن مقدار بازگشت و جذب تلاش می‌شود تا در نهایت محیطی خلق شود که در آن صدا به شایستگی جریان یابد.
عامل مهم دیگر در کنترل کیفیت صدا مربوط به طنین یا پس آواست و در واقع مربوط به مدت زمانی است که طنین ادامه می‌یابد. این اتفاق زمانی رخ می‌دهد که انرژی صدا پس از اینکه خروج اش از منبع متوقف می‌شود، ادامه میابد؛ و این موضوع تا زمانی که طنین از طریق برخوردهای با سطوح و گردش در محیط که نهایتاً منجر به از دست دادن انرژی آن می‌شود، از بین برود؛ که این موضوع و مدت زمان ادامه یافتن طنین وابسته به حجم فضا و نوع مصالح خواهد بود. به عنوان مثال اگر این طنین بسیار طولانی گردد فهم کلمات را در یک سخنرانی با مشکل روبرو خواهد نمود.
هر جسمی دارای تناوبی طبیعی است و در واقع دارای لرزشی است. یک سالن موسیقی یا مانند آن خود یک تشدیدکننده غول پیکر است. یکی از جالبترین نمونه‌ها در این قسمت بحث دربارهٔ گنبد است که باعث تحریف صدا و انتقال آن به گونه‌ای خاص می‌گردد.

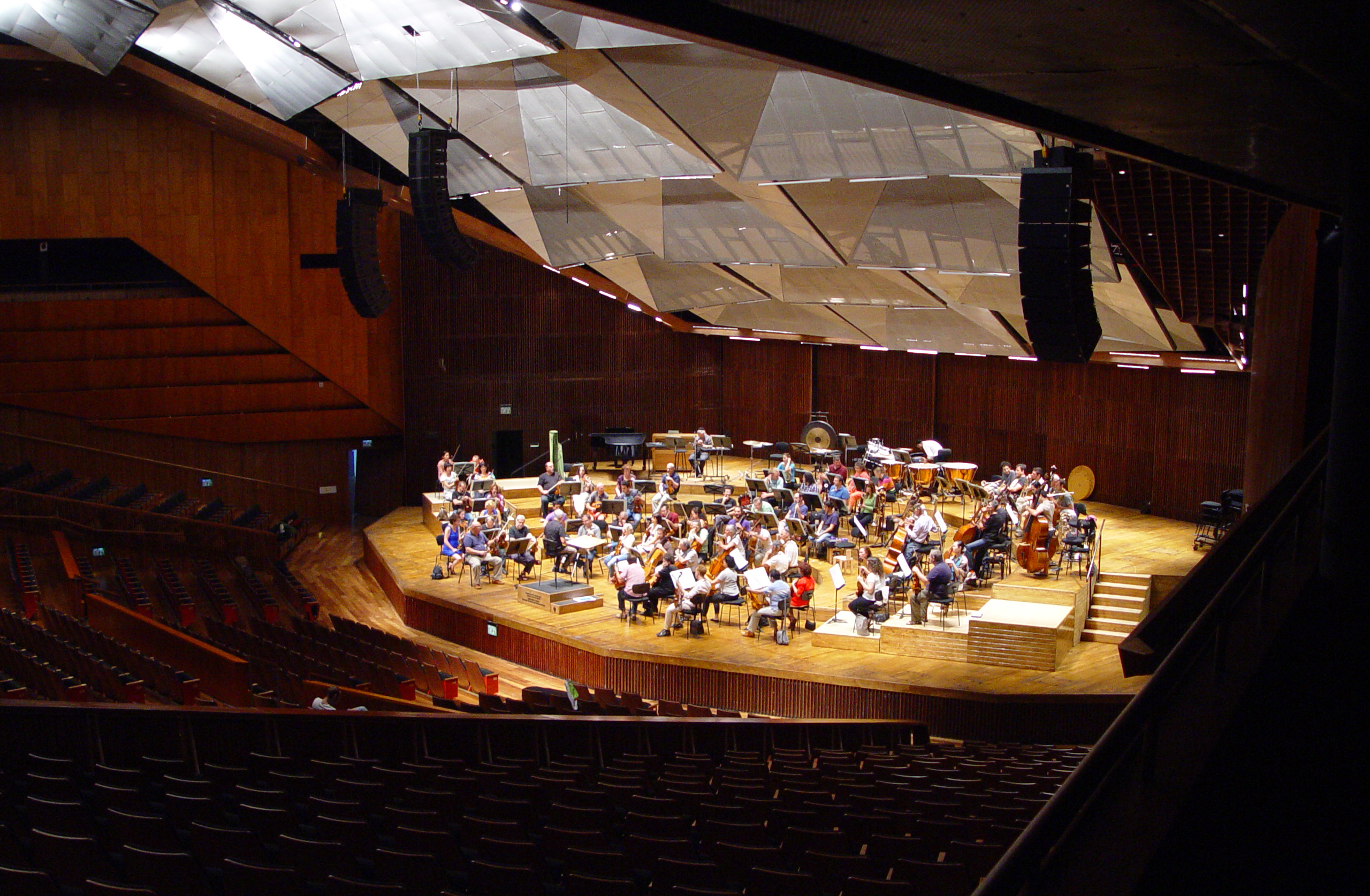
سقف سالن کنسرت کاخ فرهنگ (تل آویو) با پنل‌های فلزی سوراخ‌دار پوشیده شده است.

## فرم بنا
فرم تالارها نخستین نکته‌ای که باید بررسی شود نسبت طول، عرض و ارتفاع به یکدیگر می‌باشد که سابقاً مسئله اساسی آکوستیک بود و در کتاب‌های قدیمی آکوستیک نسبتهایی نظیر ۲:۳:۵ بیان گردیده. امروزه محاسبه ابعاد داخل تالارها از طریق تئوری امواج آکوستیکی و با توجه به فرم انتخاب شده دیگر جز مسائل لاینحل نیست؛ ولی با مطالعات انجام شده که توجه به این قضیه راه حل قطعی مسئله آکوستیک نیست بلکه ابعاد و فرم تالار باید طوری انتخاب گردد که حتی الامکان امواج ویژه یکنواخت پخش گردند که این خود مستلزم اجتناب از انتخاب ابعاد صحیح (رند) می‌باشد.
فضاهای شنوایی در مورد وجود راه مستقیم و نزدیک از سرچشمه آوا تا شنونده باید بررسی گردند زیرا امواج بازتابیده از دیوارها و سقف تالار برای فهم مطلب کافی نیست و در هر صورت راه مستقیم اهمیت بیشتری دارد و به خصوص انرژی صوتی مستقیم و انرژی صوتی بازتابیده در خوبی آکوستیک فضا تأثیر ویژه دارد. رعایت این نکته در ساختمان استودیوها که شنوندگان صدا را از راه میکروفن می‌شنوند اهمیت بسزایی دارد.
در تالارها و تئاترها و فضاهای این چنین که شنوندگان انرژی صوتی را مستقیم از سرچشمه دریافت می‌دارند بایستی دقت گردد که به خصوص شنوندگان دور از سرچشمه آوا که صدا به دلیل طی مسیر و داشتن اصطکاک با مولکول‌های هوا تضعیف می‌گردد، در هر حال دید مستقیم داشته باشند و از این رو بایستی ردیف‌های مختلف نسبت به ردیف قبل از خود اختلاف ارتفاع داشته که این مقدار معمولاً ۱۲ سانتی‌متر انتخاب می‌گشته ولی امروزه طبق استاندارد ۸ سانتی‌متر کفایت می‌کند..
براساس گفته‌ها، وجود راه نزدیک و آزاد صوتی از سرچشمه تا شنونده، فرم تالار و محیط شنوایی مان بهتر است ذوزنقه انتخاب گردد. خصوصاً فرم A که از هر لحاظ برتری دارد و ذوزنقه را در مورد یک فرم آکوستیکی کامل گردانیده.
فرم سقف باید با استفاده از قوانین آکوستیک هندسی انتخاب گردد.
در نتیجه باید از ایجاد سطوح گود در هر صورت دوری جست به ویژه در صورتی که شعاع انحنا این سطوح در حدود ابعاد تالار باشد. سطوح گود با انحنای کوچکتر مشکل ایجاد نمی‌کند اما بزرگتر بودن ممکن است ایجاد بازآوا یا اکو نماید و از وضوح گفتار بکاهد.
امواج منتشر ه از سرچشمه آوا از راه‌های مختلفی پس از بازتاب در سقف و دیوارها به گوش شنونده می‌رسد و از این رو ممکن است به علت طولانی بودن راه برخی از بازتاب‌ها مدتی پس از آوای اصلی به گوش برسد که اگر این فاصله زمانی بیش از ۵۰ هزارم ثانیه باشد بر آوای بازتابیده کوتاه نظیر صدای طبل یا زدن دست کاملاً متمایز و مشخص از آوای اصلی و به‌طور وضوح شنیده می‌شود که آن را پژواک یا بازآوا می‌نامند؛ ولی اگر آوای بازتابیده در مدتی کمتر از ۵۰ هزارم ثانیه بازگشت نماید با آوای اصلی مخلوط شده فقط اثر و دوام آوا را در گوش زیادتر می‌کند که بدان پس آوا گفته می‌شود.
سعی می‌گردد که اختلاف زمان مابین رسیدن آوای اصلی و آوای بازتاب از ۳۵ الی ۴۵ زارم ثانیه بیشتر نباشد که معادل است با اختلاف راه از ۱۲ تا ۱۵ متر، معمولاً مقدار کمتر را برای تالارهای سخنرانی و کلاس درس و مقدار متوسط را برای کنسرت هال و بیشتر را برای کلیساها و تالارهای کر انتخاب می‌نمایند.

## دیفوزیته
علاوه بر پخش یکنواخت انرژی در حجم نکته مهم دیگری که باید در طرح این گونه بناها مورد توجه قرار گیرد میرائی یکنواخت امواج با فرکانس ویژه می‌باشد که برای حصول آن پخش مصالح آبسوربنت در تمام پهنه‌ها از فرضیات می‌باشد.
بدیهی است که اجرای این امر به سهولت میسر نیست زیرا تماشاچیان را که خود بخش عمده مصالح آبسوربنت یا جاذب هستند را نمی‌توان به‌طور یکنواخت بر روی سقف و کف و دیوارها پخش نمود. با توجه به این که به خصوص در تالارها و استودیوها با فرم هندسی موزون (مکعب و ..) که دارای دیوارهای متوازی و مسطحی می‌باشند خطر وجود امواج ویژه با شدتهای متفاوت بسیار زیاد است که این از یکنواختی آوا می‌کاهد و از این رو برای احتزاز آن لازم است از توازی دیوارها و مسطح ساختن آن‌ها خودداری نمود تا میدان آوا همگن (دیفوز) گردد. دیوارهای تالار باید طوری ساخته شوند که بازتاب آن‌ها در یک جهت نبوده همه‌جانبه باشند و صوت دیفیوز شود.
- برای همگن ساختن صوت از پهنه‌های ناهموار با ناهمواری‌های بزرگ استفاده می‌کنند. در حدود ۱ تا ۱۰ متر
- پهنه‌های نیمه استوانه‌ای
- قطعاتی از کراتی با شعاع بزرگ
- دیفیوز مسطح که صفحاتی هستند که با فواصل مختلفی از دیوارها و سقف نصب می‌گردند. (نامرتب و با ابعاد مختلف و روکش آن‌ها با توجه به ضریب آبسوربسیون مناسب انتخاب می‌گردد)

## آکوستیک در بناها
سطوح داخلی ساختمان را می‌توان از مواد و پرداخت‌های مختلفی ساخت. پنل‌های آکوستیک ایده‌آل، پنل‌هایی هستند که سطح یا ماده پرداختی که با پرکننده یا زیرلایه آکوستیک تداخل داشته باشد، نداشته باشند. پنل‌های پوشیده شده با پارچه یکی از راه‌های افزایش جذب آکوستیک هستند. فلز سوراخ‌دار نیز ویژگی‌های جذب صدا را نشان می‌دهد.
- شاید فکر کنید برای اجرای موفق یک موسیقی تنها نیاز به سازهای خوب، نوازندگان ماهر یک رهبر خوب است، اما متأسفانه این گونه نیست و این موضوعی نیست که دست‌اندرکاران موسیقی اخیراً به آن رسیده باشند. در یک اجرای خوب موارد زیر باید رعایت شود:

1. شنونده باید صدای تمامی سازها و احیاناً خواننده‌ها را با یک بالانس متعادل بین آن‌ها بشنود.
2. هر یک از خواننده یا نوازنده‌ها باید بتوانند اجرای خود و دیگران را به وضوح بشنوند.
3. میزان طنین یا انعکاس صدا در سالن باید بگونه‌ای باشد که نه تنها مزاحمتی برای موسیقی نداشته باشد، بلکه بر کیفیت اجرای موسیقی بیفزاید.
4. صداهای اضافی از بیرون یا آن‌ها که احیاناً توسط تماشاچیان و شنوندگان ایجاد می‌شود نباید تأثیری بر اجرای کلی داشته باشد.
5. صدای سالن، حتی‌المقدور نباید به بیرون از آن نفوذ کند.

- یونانی‌ها و رومی‌ها از اولین شناخته شدگان هستند که در جهت خلق محیط شنوایی شایسته تلاش‌های بسیاری نموده‌اند. تئاتر اپیداروس یونان نشانی از این موضوع است. هنوز از دورترین صندلی این تئاتر، شنیدن صدایی که از روی صحنه جاری می‌شود به روشنی و وضوح صورت می‌گیرد. (دورترین صندلی حدود ۶۰ متر از سن اجرا فاصله دارد). جالب است بدانیم که امروزه در بزرگ‌ترین تئاترهای دنیا نهایت فاصله صندلی آخر از منبع ۵۰ متر می‌باشد.
- فرم انتخابی یونانیان برای این امر فرم‌های بیضی و مدور می‌باشد که دارای ویژگی‌های آکوستیکی خوبی است. امواج صوت در این پهنه در صورتی که فرستنده روی یکی از کانون‌های بیضی قرار گیرد، انتشار یافته از طریق دیوارهای داخلی بازتاب به سمت درون یافته و روی کانون دیگر همگرا می‌گردند.
- در این تئاترها صندلی‌ها بر روی یا شیب حدود ۳۰ تا ۳۴ درجه قرار گرفته‌اند. این زاویه تند شیب دار باعث می‌شود دید کامل از هر نقطه به سن اجرا وجود داشته باشد علاوه بر آن به سیستم آکوستیکی نیز کمک می‌نماید. علاوه بر آن این حرکت شیب دار مسیر کوتاهتری را برای صوت فراهم می‌سازد (رسیدن صدای مستقیم)، مسیری که دارای کمترین دخالت‌کننده‌ها در میان است. در این نوع طراحی طنین کوتاه بوده که این موضوع وضوح و شفافیت صدا را بالا می‌برد.
- در کلیساها معمولاً طنین حائز اهمیت می‌باشد و مطلوب آن این است که طولانی باشد. این موضوع توسط گنبد ارضا می‌گردد. سیستم سهمی وار گنبد باعث فوکوس شدن صدا می‌گردد. امواج صوتی با سطح درون گنبد برخورد کرده و به سمت کانون و مرکز آن همگرا می‌گردند. (این موضوع بسته به مقدار انحنای گنبد و همین‌طور نوع مصالح آن متفاوت است) گنبدها می‌توانند در جهت کنترل اکو طراحی گردند و باعث به تأخیر انداختن آن و در واقع مانع از رخداد آن گردند (با استفاده از مصالح جاذب) یا با استفاده از مصالح تشدیدکننده آن چون مرمر و موزاییک به‌شدت آن را تقویت سازند.
- در یک تالار اجتماعات گر نسبت تماشاچی به حجم سالن زیاد باشد پس آوا تحت تأثیر جمعیت قرار می‌گیرد و نمی‌توان تالار را برای هر موردی استفاده نمود یا از مصالح آبسوربنت اضافی استفاده کرد و اگر هم سالن خالی باشد تفاوت فاحشی پدید می‌آید.. در این حالت از آبسوربنت‌های متغیر استفاده می‌کنند که به نسبت جمعیت بتوانند آن‌ها را کم و زیاد گردانند.
- در سینماها غالباً ایده‌آل این است که فضا به صورت صد در صد صامت بوده تا صدای فیلم بدون هیچ تغییری در کیفیت پخش گردد اما در این صورت سرچشمه و سیستم صوتی باید به شدت قوی گردد که این موضوع هم تعداد بلندگوها را افزایش می‌دهد که مقرون به صرفه نیست و هم باعث می‌شود صدا برای افراد نزدیک به سرچشمه آزاردهنده گردد. این موضوع باعث می‌شود که طراحی آکوستیکی محیط حائز اهمیت گشته و از پس آواها استفاده مفید گردد.

## سیستم‌های صوتی
میکروفون‌ها مبدل‌های الکتروآکوستیک هستند که تغییرات فشار صوتی را به توان الکتریکی تبدیل
می‌کنند.
بهترین سیستم برای نصب اسپیکرها، نصب در دیوار می‌باشد یا در ستون‌ها که مشکلات حاصل از کمبود بلندگوها را برطرف می‌سازد و صدا را در پخش می‌سازد اما مقرون به صرفه نیست.
در مورد هر فضای آکوستیکی ما می‌توانیم فضای مرده ای خلق نموده و صوت را به‌طور مصنوع از طریق اسپیکرها پخش نماییم که اقتصادی نمی‌باشد.
توان اسپیکرها توسط وات سنجیده شده و بیانگر مقدار قدرتی که در پخش صداهای بلند دارند، می‌باشد. در یک تالار یا بنایی مثل آن اتاق کنترلی جهت قرارگیری دستگاه‌های آمپلی فایر تعبیه می‌گردد و سیستم میکروفن‌ها و اسپیکرها را کنترل می‌نماید که می‌توان آن را به شیوه‌ای خاص بر اساس نیاز طراحی نمود. به عنوان مثال در چه زمانی چه اسپیکری فعال باشد و صدا از چه نقطه سالن خارج گردد یا صدای هر میکروفن از کدام اسپیکر خارج گردد امثال آن.
عایق بندی صوتی یا صدابندی: یکی از مشخصات استودیوی صدابرداری ایزوله بودن آن از نظر صوتی نسبت به محیط خارج است افزون بر این نویز داخل استودیو نیز می‌بایست در سطح استاندار باشد. برای رسیدن به یک شرایط مطلوب از نظر سطح نویز زمینه در داخل استودیو می‌بایست به روش‌های مختلف راه‌های ورود صداها مزاحم را به داخل استودیو سد نمود افزون بر این در حد امکان از وسایلی که تولید نویز می‌کنند در داخل استودیو استفاده نشود. مجموعه روش‌ها و راهکارهای بکار گرفته شده در این زمینه ایزولاسیون صوتی خوانده می‌شود.

## تاریخ آکوستیک معماری
منشأ موسیقی که احتمالاً با کلمات موزون و خودساختهٔ انسان‌های اولیهٔ قبایلی در کنار آتش آغاز شده بر کسی معلوم نیست. مدارک و شواهد نشان می‌دهند که ادوات اولیه موسیقی، ۱۳ هزار سال پیش از میلاد نیز موجود بوده‌اند اما درک شفاف موسیقایی و همخوانی منظم را به ۳ هزار سال پیش از میلاد، هنگامی که «فوهی» فیلسوف چینی کتابی در مورد موسیقی نوشته نسبت داده‌اند که امکان دارد صحیح نباشد.
اولین مکان‌های عمومی انسان نیز احتمالاً شکلی طبیعی داشته‌اند: جایی میان درختان انبوه یا در شکاف کوه. به دلیل این که انسان بر روی دو پای خود ایستاد و جهت وریِ شنوایی و بینایی اش مستقیم به سمت جلو گشت، مکان‌های عمومی اولیه نیز شکلی قطبی به خود گرفت. به شکلی نیم دایره که گوینده در مرکز آن می‌ایستد تا همه به‌طور یکسان او را ببینند و بشنوند. این شکل «معماری اولیه» به همان دلیل ساختار طبیعی بدن انسان است.

### دورهٔ یونانی-رومی (۶۵۰ پیش از میلاد تا ۴۰۰ میلادی)
یونانی‌ها
یونانی‌ها احتمالاً به دلیل ساختار دموکراتیک حکومتشان برخی از اولیه‌ترین آمفی تئاترهای فضای باز را بنا نهادند. طرح نشیمن این آمفی تئاترهای روباز که معمولاً بر روی تپه‌هایی رو به دریاست، به صورت بخشی از یک دایره است که بیشتر از ۱۸۰ درجه می‌باشد. یکی از بهترین نمونه‌های این معماری، یک آمفی تئاتر یونانی-هلنی است که در «اپیداروس» در شمال پلوپونزی و در زمان ارسطو ساخته شده‌است. نشیمن‌ها با یک شیب تند به سمت پایین و مرکز ساخته شده‌اند که این کار دو مزیت دارد. یکی اینکه حضار به خوبی می‌توانند صحنه را ببینند و دیگری کاهش تضعیف صدا توسط زمین (grazing attenuation) است.
به نظر می‌رسد یونانی‌ها در موسیقی و رقص پیشرفته بوده‌اند. نقل شده‌است که در سال ۲۵۰ پیش از میلاد گروهی چندصد نفره از همخوانان کر، قطعه‌ای با پنج موومان در ستایش پیروزی آپولون بر پیتون اجرا کرده‌اند (رولاند و دیگران ۴۸) مدارک دیگری نیز در دست است که نشان می‌دهد بازیگران تئاتر یونانی در اجراهایشان وسایلی قیفی شکل که کاربری بلندگو و ازدیاد جهت‌وری صدا را داشت در دست داشتند و از آن‌ها استفاده می‌کردند. شگفت‌انگیز نیست که خطیب ماهر آن دوران یعنی دموستنس، ریگهایی در دهان می‌گذاشت و رو به دریا فریاد می‌زد و سخنرانیش را تمرین می‌کرد. شفافیت صدا در آمفی تئاترهای یونانی به دو دلیل وجود داشت: یکی سنگی بودن بنا و دیگری کم بودنِ نویز جامعهٔ دورهٔ پیشا صنعتی.
آن چیزی که امروز در بارهٔ موج صوتی و انتشار صوت می‌شناسیم، ریشه اش به مدارس یونان باستان بازمی‌گردد. در آن زمان در مدارسی مانند «پایتاگوریا» که هندسه، جبر، فیزیک و سایر علوم تدریس می‌شد، صدا را به موجهایی که حاصل از برخورد سنگ به سطح آب است تشبیه کردند. ارسطو به ماهیتی به نام «رسانا» پی برد و انتقال گرما، موج یا هر چیز دیگری را مؤلفه‌ای وابسته به مادهٔ انتقال دهنده دانست. همچنین دانشمندانی در مورد رابطهٔ سرعت و فرکانس صدا، لرزش و انرژی صوت و … تحقیقاتی انجام دادند. کتابی به نام «در باب آکوستیک» موجود است که نگارشش به ارسطو نسبت داده می‌شود.
رومی‌ها
معماری رومی‌ها و آمفی تئاترهای هلنی متاخر، بسیار به معماری یونانی‌ها شباهت داشت با این تفاوت که نشیمن‌ها تا ۱۸۰ درجه بسط داده شده بود. آن‌ها همچنین یک استیج مجزا برای خوانندگان در پشت بازیگرها تعبیه کرده بودند (که به آن‌ها اسکین می‌گفتند) همچنین یک آویز که روسا را از آفتاب محافظت می‌کرد. گروه کر بر روی یک دایرهٔ سنگی که بر روی زمین داشت می‌ایستادند. مثالی از این معماری در ترکیه با نام آسپندیوس وجود دارد. در مجموع، رومی‌ها مهندسین بهتری نسبت به یونانی‌های قدیم بودند.
«کلزیوم» نمونهٔ بارز معماری رومی هاست. نام اولیهٔ این بنا، «فلاویان» بوده‌است. ظرفیت این بنا ۴۰ هزار نفر بوده که بیشترین ظرفیت یک آدیتوریوم در دوران باستان می‌باشد. معماران کلزیوم مجهولند اما تکنیک‌های ابداعیشان هنوز مورد استفاده قرار می‌گیرد. بیشتر مؤلفه‌های برجستهٔ این بنا مربوط به ویژگی‌های مطلوب دیداری آن است و چون بیشتر برای جنگ گلادیاتورها از آن استفاده می‌شده، شفافیت صوت و موسیقی در آن اهمیت زیادی نداشته‌است. تئاتر در فضاهای روبسته نیز در زمان رومی‌ها انجام می‌شد که به سالن‌های آن‌ها odea می‌گفتند. تاریخ odeaها به دوران پریکلس در یونان بازمی‌گردد. در این سالن‌ها از چوب به عنوان سقف آن استفاده می‌شد. آن‌ها به خواص آکوستیکی چوب پی برده بودند.
در دوران درخشش رومی‌ها در معماری، در یونان نیز بناهای خلاقانه‌ای ساخته می‌شد که نمونهٔ آن Odeon of Agrippa در آتن است که ۱۲ سال پیش از میلاد بنا شد. در این بنا تا ۲۵ متر ارتفاع، با چوب محکم شده بود. مشابه این سالن با ظرفیت‌های مختلف (از ۲۰۰ تا ۱۵۰۰ نفر) در شهرهای مختلف یونان نیز بنا شد. Odeon of Agrippa در قرن دوم پس از میلاد فروریخت و تا آن زمان، محل برگزاری هزاران تئاتر باستانی و اپرا بود.
Odeon یا Odeum به معنای «مکانی برای سرود» است.

### دوره اولیه مسیحی (۴۰۰ تا ۸۰۰ میلادی)
از امپراتوری رومی‌ها تا تاجگذاری چارمین در ۸۰۰ میلادی را دورهٔ اول مسیحی می‌نامند. این دوره، تمامی پادشاهی کنستانتین را در بر می‌گیرد، تغییر مکان او از رم به بیزانتین، تاخت و تاز هون‌ها در اروپا، قدرت گرفتن مسلمانان در شمال آفریقا و بخش‌هایی از اسپانیا، جنگ‌های متعدد ژرمن‌ها و گال‌ها و .. از حوادث این دورهٔ اروپا هستند. در این دوره، صومعه‌ها به پناهگاهی برای مردم عادی تبدیل شده بود و عملاً مدرسه، محل گردهمایی و جلسات، عزاداری‌ها و جشن‌ها و… صومعه‌ها بودند.
پس از پذیرش همگانی مسیحیت در اروپا، کلیساها به سرعت گسترش یافتند. در رم، کلیسای سنت پیتر به دستور خود کنستانتین بنا گردید. معماری این کلیسا ترکیبی از یک «باسیلیکا» (دادگاه‌های آن زمان به این نام بودند) و معماری دورهٔ رومانس (که از پسِ این دوره آمد) است. اکنون ۳۱ باسیلیکا در رم موجودند. این ساختمان‌ها از یک عرشهٔ اصلی حاوی دو راهرو تشکیل شده که توسط یک ردیف ستون که سقف و دیوارهٔ مرتفع را نگه داشته‌اند جدا می‌گردد. میان ستون‌ها و درب، یک اتاق میانی نیز وجود دارد که در آن زمان به آن atrium می‌گفتند. باسیلیکاها در واقع طرح‌های اولیهٔ کلیساهای اروپای غربی بودند و کلیساهای جامع گوتیک نیز فرزندان آنهایند. .
در امپراتوری رم شرقی، بناها حاوی یک گنبد هستند که طرح روی آن مربع یا چند ضلعی است. فرم ساختمان‌ها، ترکیبی از ردیف ستون‌های سبک یونانی برای دیوارهٔ بالایی و چند دیوارهٔ قوسی شکل نزدیک سقف است. مواد سازندهٔ اولیهٔ بنا، آجرهای تخت است و از سنگ مرمر به عنوان تزیین بنا استفاده می‌شود. معروفترین بنای این دوره، «سنت سوفیا» است که اکنون به نام مسجد ایاصوفیه در قسطنطنیه وجود دارد. این بنا ابتدا کلیسایی بوده و در سال ۵۳۲ تا ۵۳۷ توسط دو معمار رومی به نام آنتمیوس و ایزودروس ساخته شده‌است.
در قرن ششم میلادی، می‌توان سه گستره را در اروپا، شمال آفریقا و خاور میانه و نزدیک در نظر گرفت:سرزمین‌های روم شرقی، سرزمین‌های اسلامی و اروپای بدوی غربی.
سرودهای فرقه گریگوری که به نام plainsong معروف بود، برای قرن‌ها در کلیساهای غرب و شرق اروپا به صورت مناجات و آداب نماز درآمده بود. این سرودها ترکیبی از یک ملودی ساده و ریتم است. با به وجود آمدن یک نوشتار – اگرچه اولیه و ساده- برای موسیقی در قرن نهم میلادی، این سرودها هماهنگ تر و یکپارچه‌تر گردید.
طنین صداها در کلیساهای باسیلیک بسیار زیاد بود حتی وقتی که پنجره‌ها را باز می‌کردند. این باعث می‌شد که یک سرود مونولوگ هم با طنین و به زیبایی در فضا منتشر شود. با تقسیم شدن ایدئولوژیک مسیحیت شرق و غرب اروپا، کلیساهای آن‌ها هم تا حدودی فرم‌های متفاوت به خود گرفت. از جمله تغییراتی که دیده می‌شود، رنگ کردن دیوارهای کلیسا در ایتالیاست.

### دورهٔ رومانس (۸۰۰ تا ۱۱۰۰ میلادی)
از آغاز سلطنت چارمین تا ورود به کلیساهای جامع گوتیک در قرن دوازدهم را دورهٔ رومانس می‌نامند. در این دوره، کمتر کسی پیدا می‌شد که بیرون از طبقهٔ روحانیون، به تحصیل علم پرداخته باشد. زبان لاتین در کشورهای مختلف با توجه به میزان تسلط کلیسا بر آن‌ها گسترش پیدا نمود. فئودالیسم، ساختار بارز این دوره است و پیرامون آن، ایدئولوژیهایی نیز شکل گرفته بود. این ایدئولوژیهاآمیزه‌ای از اصول فئودالیسم و ایده‌های مسیحی بود.
تأثیرات معماری رومی و بیزانتین به خوبی در دورهٔ رومانس مشهود است؛ مثلاً، معماری ساختار باسیلیکایی خود را – که بازماندهٔ دورهٔ رومی بود- حفظ کرد با این حال شکل کف سالن‌ها به سمت «صلیبی شکل شدن» گرایش پیدا کرد. تأثیرات معماری شرقی، خود را در شهرهایی مانند ونیز و مارسی نشان داد. معماری دورهٔ رومانس با طاق‌های گرد و سقف‌های گنبدی شکل – که ملهم از سبک معماری در جهان اسلام و روم شرقی بود- شناخته می‌شود. پنجره‌های مرتفع و باریک اروپای جنوبی تبدیل به پنجره‌های بزرگ برای تابش نور آفتاب شد. سقف‌های تخت خانه‌ها تبدیل به شیروانی گردید تا برف و باران روی آن‌ها نماند.
مواد اولیهٔ بناها در دورهٔ رومانس، آجر و سنگ و سفال بود. آن سنگ مرمرهای دست‌ساز اعلای دورهٔ یونانی و رومی، جای خود را به آجرهای زمخت قرون وسطی داد و در معماری‌ها دیگر خبری از تزیینات قبلی نبود. اما یکی از استثنائات معماری در این دوره، کلیسای سنت مارک در ونیز است. این کلیسا که بر روی بقایای یک کلیسای باسیلیک بنا شده، سقف‌های گنبدی شکلی – آنطور که در قسطنطنیه دیده می‌شود- دارد. کف آن صلیبی شکل است و طاقهای گنبدی شکل آن همان چیزی است که در دوره‌های بعد در کلیساهای ارتودکس روسیه دیده شد.
آوازهای گریگوری در دورهٔ رومانس به صورت تواشیح مسیحی و عبادات درآمد. «اورگانیوم» یکی از این سرودهاست که از سرودهای اولیهٔ گریگوی به وجود آمده‌است. در این سرود، دو تنور خوان با یک گام فاصله، هم‌زمان سرود را می‌خوانند. در دورهٔ قرون وسطی، همخوانی و آواز و به تبع آن آکوستیک معماری پیشرفت قابل توجهی نداشت.

### دوره گوتیک (۱۱۰۰ تا ۱۴۰۰ میلادی)
در این دوره انقلابی در معماری به وجود آمد و این انقلاب‌ها از طراحی جدید کلیساها آغاز شد. جنگهای صلیبی موجب شد تا علاوه بر احساس نیاز مسیحیان به باشکوه جلوه دادن سرزمین‌های خویش، از شهرها و ساختمان‌ها علیه هجوم اعراب و مسلمانان محافظت کنند. این انقلاب از شمال فرانسه شروع شد و سپس تمامی اروپا را دربرگرفت. به این کلیساهای جدید که محل عبادت تعداد زیادی از مردم بود، کلیساهای جامع می‌گفتند.
اولین کلیسای جامع، جایی نزدیک پاریس با نام کلیسای سنت دنیس ساخته شد. معمار این کلیسا ابوت شوگر است که در الیگارشی مخوف آن زمان، بخت این را یافت تا از میان مردم معمولی به تحصیلات عالیه بپردازد. سقف کلیسای سنت دنیس ۳۰ متر از زمین فاصله دارد. پنجره‌های مرتفع و بزرگ آن به همراه ردیف ستون‌های جانبی باعث نورگیری کلیسا می‌شود. علاوه بر آن، لوسترهای شمعی که در آن کار گذاشته شده‌است به کلیسا حالتی روحانی می‌بخشد.
در دورهٔ گوتیک، سرودهای مذهبی با این استدلال که این سرودها آوازهای فرشتگانند، پیشرفت کردند. از این رو، سرودخوانی به صورت سنت هر روزهٔ مردم درآمد. در نیمهٔ دوم قرن دوازدهم، همخوانی در نوتردام آموزش داده می‌شد و پیشگام این کار، صومعهٔ سنت مارشال بود. بخش‌هایی به اورگانیوم نیز افزوده شد. این قطعه‌ها با توجه به طنین زیاد کلیساهای جامعه ساخته شده بودند. همچنین یک تغییرات آرام در سرودها به سمت بالا رفتن صدا به وجود آمد. این بالا رفتن‌ها باعث شد تا در قرون چهارده و پانزده، گرایش به همخوانی نیز بیشتر گردد؛ و با گسترش همخوانی، برخی از نتها تغییر نمود.
علاوه بر تأثیر کلیسا و سرودهای مذهبی بر موسیقی، کولی‌های بی‌دین پرووینس، خنیاگران شمال فرانسه و جنوب انگلستان، قصه گوهای بومی و آوازه خوان‌های آلمان نیز سهم بزرگی در پیشرفت موسیقی داشته‌اند.

### دوره رنسانس (۱۴۰۰ تا ۱۶۰۰ میلادی)
دورهٔ رنسانس، دورهٔ شکوفایی همه چیز – از جمله هنر- بود. این دوره، از شمال ایتالیا آغاز گردید و سپس تمامی اروپا را دربر گرفت. پیشرفت موسیقی در این دوره چشمگیر بود و هزاران قطعه ساخته و نواخته شد. گرچه، موسیقی مذهبی متوقف ماند. البته در اوایل این دوره، معماری کلیسا همچنان رونق داشت. کلیسای جامع سنت پیتر که مهم‌ترین بنای آن دوران است در سال ۱۵۰۶ پایه‌ریزی شد و تعدادی از معماران برجستهٔ آن روزگار مانند میکلانژ، برنینی، رافائل و دیگران بر روی آن کار کردند. از میان اینها، برنینی متعلق به دوران باروک بوده که تخت کلیسای سنت پیتر را طراحی نموده‌است.
ساخت تئاتر نیز اوایل رنسانس در ایتالیا آغاز گردید؛ یعنی تقریباً در همان سرزمینی که هزار سال پیش از آن، رومی‌ها سالن‌های تئاتر می‌ساختند. در سال ۱۵۸۰ آکادمی المپیک، پالادیا (۱۵۸۰–۱۵۱۸) را مأمور کرد تا اولین ساختمان تئاتر را بعد از odeonهای رومی بسازد. نشیمن این سالن، که Teatro Olimpico نام دارد، به شکل نیم بیضی است و استیج آن برگرفته از الگوهای روم باستان می‌باشد. پشت صندلی‌ها ردیف ستون‌هایی با سر ستون‌های مجسمه قرار دارند. استیج این سالن، شیب دار است و این به دلیل کشف تازهٔ هنر پرسپکتیو در آن دوران می‌باشد. اصطلاحات «پایین صحنه» و «بالای صحنه» بازماندهٔ سالن‌های آن دوران است.

### دوره باروک (۱۶۰۰ تا ۱۷۵۰ میلادی)
در نیمهٔ اول قرن هفدهم میلادی، اروپا درگیر جنگی هراس‌آمیز و گیج‌کننده در مرکز خویش بود. جنگی سی ساله که در طی آن جنگ، اتحادهای سیاسی و مذهبی پیشین فروریخت، فرانسه به استعمارگر اروپا تبدیل شد و بخش‌هایی از آلمان را به تصرف درآورد. در این دوران، ایتالیا مرکز هنر اروپا شناخته می‌شد چراکه تا حدودی از تاخت و تازها و جنگ‌های مرکز اروپا دور بود. در شمال اروپا، سبکی پدید آمد که به آن barocco که به معنی «صدف یا مروارید کج و معوج» است می‌گفتند. این سبک حاصل مدارس فلورنس و آهنگسازانی بود که به آن‌ها Camerata می‌گفتند. این گروه، تکخوانی با یک ساز را جایگزین سبک همخوانی کلیسایی رنسانس نمودند این نوع موسیقی، سکولار و عاشقانه بود و به آهنگساز آزادی بیشتری می‌داد.
هم موسیقی و هم معماری در دورهٔ باروک به سمت تزیینات بیشتر رفتند. آهنگسازان فرم‌های جدید استفاده از سازها و گام‌ها را ابداع کردند و سبکهایی مانند اپرا به وجود آمد. پیشرفت موسیقی در این دوره مرهون معماری نیز بود و نقشی که سالن‌ها بر صدا داشتند جهت پیشرفت موسیقی را مشخص می‌کرد. به عنوان مثال، برای کلیسای سنت مارک چند گنبد ساخته شد که این امر باعث طنین زیبای صدا و همچنین ایجاد چند فضای مجزا درون سالن برای اجرای چند ساز به صورت مجزا می‌شد. گابریلی که به مدت بیست و هفت سال معمار این کلیسا بود این اثر را با آزمون و خطا به دست آورد و در معماری بنا اعمال کرد.
در سال ۱۶۹۷ نخستین سالن اپرای – یا اصطلاحاً اپرا هاوس- جهان در ونیز با نام سنت جیووانی پائولو ساخته شد. نشیمن این سالن، U شکل بود که از سالن تئاتر Farnese الهام گرفته‌است. علاوه بر آن، در میان هر ردیف، چارچوب‌هایی نیز تعبیه شده‌است. بعدها شکل نشمین از U به صورت نیم بیضی درآمد. ارکستر که در ابتدا عقب صحنه و سپس در دوره‌هایی روی بالکن‌های کناری می‌ایستاد بالاخره در پایین استیج جای گرفت. استیج نیز وسیع تر شد و آن را به صورت متحرک درآوردند. این سالن را می‌توان نمونهٔ ایتالیایی اپراهاوس در دورهٔ باروک نامید؛ که در دویست سال بعدی در تمامی اروپا از سبک معماری آن تقلید شد.
در آن سال‌ها می‌توان ایتالیا را مرکز اپرای جهان نامید. تا پایان قرن هفدهم، فقط در ونیز ۳۸۸ سالن اپرا بنا شد. در واقع اپرا بزرگ‌ترین گردهمایی مردمان ان روزگار ایتالیا بود. مردم عادی با دادن ۵۰۰ تومان – به پول امروز ما!- می‌توانستند بر روی زمین و در ورودی سالن بنشینند و اپرا را تماشا کنند؛ که البته طبق معمول صندلی‌ها توسط روسا و مدیران اشغال شده بود!
شلوغی اپراها نویز زیادی ایجاد می‌کرد. علاوه بر آن، با پیشرفت اپراها و استفاده از «جلوه‌های ویژه» در آن، وجود دستگاه‌های مکانیکی را در پشت صحنه ایجاب می‌کرد که آن‌ها هم صدای زیادی داشتند. به همین خاطر اولاً آهنگسازان یک موسیقی بدون کلام را در خلال اپرا اجرا می‌کردند تا نویز محو شود و ثانیاً از کسانی که حنجرهٔ قوی و توانایی ادای بسیار واضح کلمات را داشتند در اپرا استفاده می‌شد. این دو موضوع، هنوز هم در اپراها وجود دارد.
در قرن هفدهم، تجمل گرایی نیز اوج گرفت و به تبع آن تزیینات کلیساها و سالن‌ها بیش از پیش گردید. استفاده از تزیینات و دکوراسیون‌های تجملاتی، نشانهٔ دورهٔ باروک است. در این دوره، موسیقی نیز جای خود را در کلیسا باز نمود. Oratorio فرم موسیقی کلیسایی آن زمان است که همان اپرا بود منتها بدون لباس نمایش و طراحی صحنه تئاتری. پاپ آن زمان (اوربان هفتم) نیز به اپرا علاقه داشت و به سفارش او سالن تئاتر (قصر) باربنینی را – که توسط باربنینی طراحی شده بود و گنجایش ۳۰۰۰ نفر را داشت- بنا نمود که با یک اپرای مذهبی در سال ۱۶۳۲ افتتاح شد.
دردورهٔ باروک، موسیقی بی کلام به نوعی شکوفایی دست یافت و هم طراز با آواز گردید. این امر به دلیل ابداع سازهای خوش صدا و پیچیده و بالا رفتن کیفیت ساخت سازهای قدیمی بود. هارپسیکورد – همان هارپ خودمان!- و سازهای خانوادهٔ ویولن به صورت گروه اصلی همنوازی درآمد. عود – که یک ساز مردمی بود- نیز به ارکسترها اضافه شد. همچنین شکل‌های اولیه ابوا (که در آن زمان، «شام» نام داشت)، شیپور و طبل نیز وارد همنوازی بی کلام گردید. ویوالدی نابغهٔ موسیقی دوران باروک است. او ویولن را از پدرش – که ویولونیست کلیسای سنت مارک بود- آموخت.
موسیقی پروتستان نیز از موارد پراهمیت دورهٔ باروک است. باروک، دورهٔ شکوفا و پرزرق و برقی است و توضیحات بیشتر در مورد این دوره، مجال بیشتری می‌طلبد. فعلاً از این دوره عبور می‌کنیم.

### دوره کلاسیک (۱۷۵۰ تا ۱۸۲۵ میلادی)
آغاز علم جدید
از دوران قدیم تا دورهٔ رنسانس در اروپا، تئوری آکوستیک و علوم شاره‌ها پیشرفتی نکرده بود. رومیان قدیم تنها می‌دانستند که باد، پایین تپه‌های را طی می‌کند تا به بالای آن برسد. همچنین استفاده از لوله‌کشی‌های اولیه و قنات نیز مرسوم بود. از دورهٔ رنسانس به بعد، دانشمندان سعی در تعریف رفتارهای طبیعی داشتند که یکی از آن‌ها حرکت شاره‌ها و دیگری، نوسان و لرزش مواد بود.
لئوناردو داوینچی از نخستین کسانی است که در مورد رفتار شاره‌ها به صورت اولیه مطالعاتی انجام داده‌است. او پی برده بود که در رودخانه‌هایی با عمق ثابت، سرعت آب در بخش‌های باریک، بیشتر از سرعتش در بخش‌های پهن‌تر است. این ایده، اساس معادلهٔ پیوستگی است که امروزه مورد استفاده قرار می‌گیرد و یکی از پایه‌های رسیدن به معادله موج است.
از آن سو، نیوتون رابطه‌ای میان فرکانس یک سیم کشیده با طول، تنش (کشش) و چگالی آن به دست آورد. جیووانی باتیستا رابطه‌ای میان پیچ صوت و فرکانس لرزش تارهای فلزی محاسبه نمود. در انگلستان، رابرت هوک که بر روی نور تحقیق می‌کرد به معادلهٔ نوسان دست یافت. این رابطه بر اساس قانون دوم نیوتون به دست آمده‌است با این حال هوک در عصر خود نیوتون جوان را مورد آزار و اذیت قرار می‌داد! نخستین کسی که تئوری انتشار صدا را به صورت مدون درآورد، نیوتون بود. او در کتاب «اصول ریاضی فلسفهٔ طبیعت» به فرمولهایی هوشمندانه دست پیدا کرده‌است. از جمله رابطهٔ سرعت صدا، فشار صدا و چگالی محیط.
در قرن هیجدهم، ریاضیدانان شروع به ساخت ابزارهای ریاضی برای توضیح مکانیک نمودند. این اقبال گسترده به فیزیک به دلیل جوایزی که حاکمان برای حل سوالات پیچیده می‌گذاشتند هم بود. برنولی، اویلر و لاگرانژ از جمله ریاضیدانانی بودند که به حل مسائل مکانیکی روی آوردند و به ایده‌های شگرفی نیز رسیدند. رفتار صدا در لوله‌ها و تیوب‌ها از جمله موضوعات جالب توجه آن دوره بوده که دانشمندان مذکور بر روی آن نیز تحقیق می‌کردند. در سال ۱۷۶۶ اویلر رساله‌ای جامع در مورد مکانیک شاره‌ها ارائه نمود که یک فصل آن کاملاً به صدا در تیوب پرداخته بود.
سنتِ جایزه دادن به اکتشافات علمی در قرن نوزدهم نیز ادامه پیدا کرد. به عنوان مثال، ناپلئون دستور داد تا یک جایزهٔ ۳۰۰۰ فرانکی از طریق انستیتو فرانسه به جهت کشف «تئوری لرزش سطوح و صفحات» اهدا کنند. این جایزه به ریاضی‌دانی به نام سوفی ژرمن اهدا شد که یک معادله دیفرانسیلی درجه چهار برای توضیح نوسان سطح پیدا کرده بود.
تمامی تجارب و تحقیقات آکوستیکی قرون رنسانس به بعد، در کتابی با نام «تئوری صوت» به قلم جان اشتراووت و لرد ریلی به صورت کلاسیک درآمد. این کتاب هنوز هم اثری درخشان محسوب می‌شود.
کلاسیسیسم
قرن هیجدهم اروپا، قرن دیکتاتوری روشنفکران بود. همه چیز به بایستی به صورت دقیق، چهارچوب دار و مستدل انجام می‌گردید. همچنین بازگشت به هنر رومی و سادگی و فرمدار بودنش نیز در این دوره مشاهده می‌شود. موسیقی نیز از این قاعده مستثنی نیست. در قرن هیجدهم توجه به دقیق بودن و فرم موسیقی افزایش یافت و فرمهایی ابداع و قانونگذاری گردید. یکی از این فرم‌ها «سونات» است که به صورت قطعه‌ای سه قسمتی یا ترنری می‌باشد. ابداع سونات به سباستین باخ نسبت داده می‌شود و پس از باخ، جوزف هایدن، موتزارت و بعدتر، بتهوون نیز از این فرم در آهنگسازی استفاده نمودند.
برای نخستین بار در لندن سالن‌هایی صرفاً برای اجرای موسیقی – و نه تئاتر- بنا گردیدند. دو موسیقیدان مهاجر، کارل فریدریک آبه و یوهان کریستین باخ (پدر سباستین باخ معروف) از جیووانی آندره گالینی درخواست کردند تا این سالن را بسازد. ساخت این بنا که «هانوور» نام دارد در ۱۷۷۳ شروع شد و دو سال به طول انجامید و برای یک قرن، بهترین کنسرت هال لندن شناخته می‌شد.
فضای اجرای این سالن، مکعبی با ابعاد حدود ۲۴*۱۰*۸ می‌باشد. ظرفیت این سالن ۸۰۰ نفر بود و هنگامی که پر از حضار می‌شد، زمان واخنش آن به کمتر از یک ثانیه می‌رسید. راهرو شکل بودن هانوور باعث می‌شد تا دیواره صدا را بارها منعکس کنند و در نتیجه وضوح صدا مطلوب باشد با این حال به تراز بالایی برای صدارسانی نیاز بود. سالن هانوور مورد تأیید موسیقیدانان به نام آن زمان واقع شد.
در قرن هیجدهم دیگر ایتالیا سردمدار هنر و موسیقی نبود. ارکسترهای لندن، پاریس، مانهایم، برلین و وین پذیرای آهنگسازان تمامی ملل بودند. سالن‌های اجرای موسیقی نیز در دوبلین، آکسفورد و ادینبورگ بنا شدند که در تمامی اروپا پیشرو بودند. سالن Hollywell music آکسفورد در سال ۱۷۴۸ بنا شد که استانداردهای آن هنوز هم معتبر است. زمان واخنش این سالن کمتر از ۱٫۵ ثانیه و ظرفیت آن ۴۰۰ تا ۶۰۰ نفر می‌باشد.
همچنین اجراهای فضای باز نیز در این دوره گسترش یافت. این اجراها معمولاً در باغ‌ها و پارک‌های عمومی انجام می‌گرفت و مردم با دادن دو شیلینگ به تماشای آن‌ها می‌پرداختند. با این حال، رفتن به سالن‌های کنسرت در قرن هیجدهم مختص اشراف و نخبگان بود. کنسرتها معمولاً در قصرها و خانه‌های اشرافی – مانند Eisenstadt Castle در جنوب وین یا قصر استرازا در بوداپست که خانهٔ هایدن بود- اجرا می‌شد و مردم عادی به آنجا راه نداشتند. نخستین سالن‌های عمومی کنسرت در آلمان بنا شدند. در هامبورگ و لایپزیک سالن‌هایی با ظرفیت ۴۰۰ نفر برای عموم بنا گردید.

### دوره رومانتیک (۱۸۲۵–۱۹۰۰)
دوره رمانتیک و کلاسیک را نمی‌توان به روشنی از هم تفکیک نمود. پیوستاری فرهنگی این دو دوره در قطعات موسیقی آهنگسازان از ۱۷۷۰ تا ۱۹۰۰ کاملاً مشهود است. با این حال، موسیقی رمانتیک نسبت به موسیقی دورهٔ کلاسیک با احساس تر، شخصی تر و شاعرانه تر است و کمتر از موسیقی دوره کلاسیک خود را در بند فرم‌ها محصور می‌کند. آهنگسازان دوره رمانتیک قصد داشتند افکار، احساسات شخصی و داستان‌ها را در قالب موسیقی بریزند. شاهد این مدعا که دورهٔ کلاسیک و رمانتیک تفکیک ناپذیرند اینکه بتهوون تمامی عمر خود را در دوران کلاسیک سپری کرد اما موسیقی او – علی‌الخصوص سمفونی ششم و نهم او- در طبقه‌بندی موسیقی رمانتیک قرار می‌گیرد.
روشن است که بتهوون پیوند دهندهٔ دو دورهٔ کلاسیک و رمانتیک است. شوبرت، برلیوز، فلیکس مندلسون، یوناس برامز و ریشارد واگنر نیز از آهنگسازان برجستهٔ دورهٔ رمانتیک محسوب می‌شوند. از ویژگی‌های موسیقی دورهٔ کلاسیک، استفادهٔ فراگیر از پیانو بود که این موضوع در دورهٔ رمانتیک هم صادق است. با افزایش قدرت صوتی سازها در دورهٔ رمانتیک، امکان استفاده از ارکسترهای بزرگ و اجرا در مکان‌های بزرگ نیز میسر شد. این امر موجب شد تا آکوستیک سالن‌های بزرگ و رفتار صوت در آن‌ها مورد توجه معماران و موسیقیدانان قرار بگیرد.
تا پیش از این، سالن‌های اجرا به نوعی وارث معماری باستانی بودند. در ایتالیا سالن‌ها را به سبک یونان و روم قدیم می‌ساختند. در شمال اروپا، کلیساهای باسیلیک الهام بخش ساخت سالن‌ها بودند. بسیاری از این سالن‌ها بازدهی بسیار خوبی داشتند با این حال تجربهٔ ساخت سالن‌های اجرای موسیقی بزرگ با آکوستیک مناسب هنوز ایجاد نشده بود. از این رو سالن‌هایی که با ابعاد بزرگ و به سبک قدیمی ساخته می‌شدند از واخنش زیاد و انعکاسات تأخیری طولانی رنج می‌بردند.
یکی از بناهای مهم دوره رمانتیک، Crystal Palace است که توسط جوزف پاکستون در لندن طراحی شد. این ساختمان عظیم با روبنای شیشه و اسکلت چدنی پذیرای نمایشگاه‌های مختلف و کنسرتهای هفتگی متعددی بود. به‌طور مثال در سال ۱۸۸۲ کنسرتی متشکل از ۵۰۰ نوازنده و ۴۰۰۰ کر خوان برای جمعیتی حدود ۸۸۰۰۰ نفر در آن اجرا شد.
یکی دیگر از سالن‌های تئاتر جالب توجه در قرن نوزدهم، اپرا هاوس واگنر است که در ۱۸۷۶ در بایروث آلمان بنا شد. این سالن حاصل پیوند دو نگاه آهنگسازی و معماری در شخصی به نام «اتو برکوالد» معمار بناست. این سالن از لحاظ آکوستیکی بسیار مطلوب است و در جامعهٔ آلمان نیز منزلت خود را یافت. محوطهٔ داخلی سالن، مکعبی است اما صندلی‌ها با آرایش قطاعی از دایره چیده شده‌اند که در نوع خودش ابتکار آن زمان بوده‌است چراکه تفاوت کلاسی میان محل استقرار ارکستر و باکس‌ها وجود ندارد. شکل نعل اسبی سالن که تا سیصد سال از سالن‌های ایتالیایی اقتباس می‌شد، در اپراهاوس واگنر به کناری گذارده شده‌است.
زمان واخنش ۱٫۵ ثانیه‌ای (برانک ۱۹۶۶) با موسیقی واگنر بسیار همخوانی داشت. شاید به همین دلیل بود که واگنر قطعاتی می‌ساخت که در این سالن قابل اجرا باشد، و این سبک و سیاق آهنگسازی در سالن‌های دیگر تکرار نشد.

### دوران مدرن
آغاز دوره آکوستیک مدرن
قرن نوزدهم آغاز رویکرد به آکوستیک به عنوان یک علم بود و مقالات زیادی در کتاب‌ها و مجلات مختلف در مورد تکنیک‌های آکوستیکی منتشر می‌شد. تا پیش از این، ایده‌های علمی آکوستیکی منتشر نمی‌شدند یا به صورت دست نوشته‌های شخصی معماران باقی می‌ماند یا حداکثر میان تحصیلکرده‌های متخصص دست به دست می‌شد که بیشتر آن‌ها هم به زبان لاتین بود- زبانی که عامهٔ مردم نمی‌توانستند آن را بخوانند. در قرن نوزدهم کتاب‌ها به زبان آلمانی و انگلیسی تحریر گردید که موجب آگاهی‌رسانی عمومی در زمینهٔ آکوستیک شد. از این کتاب‌ها می‌توان به کتاب «احساس موسیقی» به قلم هرمان هلمهولتز (۱۸۲۱–۱۸۹۴) و کتاب تئوری صوت (که به آن اشاره شد) را نام برد. کتاب اخیر را می‌توان مهم‌ترین کتاب قرن نوزدهم در زمینهٔ تئوری صوت نامید. جالب است بدانیم زمانی که ریلی و اشتراووت کتاب شاهکار خود را – که مجموعه‌ای از مقالات علمی آن زمان به همراه پیشنهادهای هوشمندانه برای کارهای آینده بود- را منتشر کردند، تنها چشمهٔ تولید صوت در آزمایشگاه، صوت بلبلیِ آزمایشگر و تنها دیتکتور، شعلهٔ گاز بود!
در همان دوران و در دهه تأثیرگذار ۱۸۷۰، موجی در پیشرفت دستگاه‌های الکتروآکوستیکی به وجود آمد. در سال ۱۸۷۴ در آلمان، ارنست زیمنس طرح ترانسفورماتور با هستهٔ متحرک را پیشنهاد کرد. این طرح، طرح اولیهٔ همان چیزی است که اکنون نیز در اسپیکرها مورد استفاده قرار می‌گیرد. در سال ۱۸۸۷ دیوان عالی آمریکا یکی از هوشمندانه‌ترین طرح‌های دوران را به ثبت رساند و این طرح چیزی نبود جز طرح تلفن گراهام بل(۱۸۴۷–۱۹۲۲). کمتر از یک سال بعد، ادیسون گرامافون را طراحی کرد و کمی بعد تر در سال ۱۸۹۱، تصاویر متحرک ابداع شد. در واقع در طی یک دهه شالودهٔ فناوری‌های تلفن، ضبط صدا، بازتولید موسیقی و صنعت فیلم متحول گردید.
در اواخر قرن نوزدهم و اوایل قرن بیستم، معماری آکوستیک به عنوان یک رشتهٔ علمی توسط فیزیکدان و استاد جوانی از هاروارد به نام ویلیام سابین پایه‌گذاری گردید. سابین کار خود را با درخواست چارلز ویلیم الیوت، رئیس آن زمان هاروارد آغاز کرد. الیوت از وی خواسته بود تا برای حل مشکلات آکوستیکی سالن همایش موزهٔ هنرهای Fogg واقع در هاروارد «کاری کند». سابین با نگاه از بیرون و بررسی سالن‌های دیگر و انجام یک سری آزمایش‌های تجربی، به روابطی در مبحث speech رسید. با اتمام اصلاح سالن Fogg، او توانسته بود اولین تئوری جذب صدا در مواد، رابطه اش با میرایی صوت در اتاق و فرمولی برای میرایی (یا همان زمان واخنش) در اتاق را ابداع کند. کشف کلیدی او در زمینهٔ جذب و زمان واخنش هنوز هم معتبر است.
سابین سپس به طراحی سالن موسیقی بوستون دعوت شد. او در آن سالن از تخته گچ‌های سنگین در سقف استفاده کرد و ارتفاع آن را نیز زیاد گرفت تا زمان واخنش را به ۱٫۸ ثانیه برساند. باریک گرفتن کناره‌ها و ایجاد بالکن در پشت باعث کاهش نقاط سایه (shadow zones) آکوستیکی گردید و زاویه دار کردن دیوارها و سقف باعث شد تا صدای ارکستر به خوبی به شنوندگان برسد. همچنین طاقچه‌ها و مجسمه‌های کلاسیک به کار رفته در سالن باعث پخشاگری مطلوب در آن گردید. سالن موسیقی بوستون (که به سمفونی هال معروف است) در سال ۱۹۰۰ افتتاح شد و هنوز هم یکی از سه یا چهار سالن برجستهٔ جهان از حیث مشخصات آکوستیکی محسوب می‌شود.
در همان دوران در نیویورک سالن دیگری منتها این بار با سبک و سیاق ایتالیایی بنا شد: اپرا هاوس نیویورک. این سالن گنجایش ۳۶۰۰ نفر را داشته که آن را یکی از بزرگ‌ترین سالن‌های جهان می‌کند. با وجود حجم بزرگ، آکوستیک اپراهاوس نیویورک بسیار مطلوب است. البته در ابتدا در بالکن‌های بالایی صدا با وضوح شنیده نمی‌شد که این مشکل با استفاده از سقف‌های کاذب و اضافه کردن بالکنهایی در جلو به خاطر افزایش پخشاگری حل شد. از سالن‌های مدرن آمریکایی می‌توان به سالن کارنگی نیز اشاره نمود که به درخواست و سرمایهٔ بارون اندرو کارنگی – سرمایه‌دار بزرگ و تاجر فولاد- در نیویورک بنا گردید. این سالن به شفافیت صدا برای فرکانس‌های بالا معروف است.
در قرن بیستم به هنر و به معماری آکوستیک به عنوان علم نگریسته شد و مؤلفه‌های آکوستیکی بیشتری شناخته شد تا بتوان در اساس آن‌ها کیفیت صدا را در سالن‌ها افزایش داد. در زمینهٔ کنترل نویز و هام موفقیت‌های زیادی حاصل شد و الکترو آکوستیک به کلی متحول گشت. میکروفون‌ها و اسپیکرها، آمپلی فایرها و میکسرهای صدا در مقیاس وسیعی پیشرفت کردند و کاربردی شدند. در همین قرن تکنیک‌های میکروفون‌گذاری و اسپیکرگذاری ابداع شدند تا نقاط ضعف آکوستیکی سالن‌ها پوشانده شوند.
همچنین در معماری قرن بیستم، سطوح دیواره‌ها تخت و مسطح شدند و دیگر از تزیینات پر زرق و برق دوران‌های قدیم خبری نیست. همین سطوح تخت و اثرات نامطلوب آن بر صوت موجب شد که پنل‌های جاذب و پخشاگر اختراع شوند. پخشاگرهای شرودر با امکان طراحی ریاضی ابداع شدند و مدلسازی آن‌ها هر روز رو به بهبود می‌رود. همچنین پلیمرهای زیادی سنتز شدند که با استفاده از آن‌ها می‌شود در سطوح دلخواه، جذب مورد نیاز را به دست آورد.
موسیقی در قرن بیستم متحول و سازها و سبک‌های متنوعی به بازار موسیقی وارد شد. بر طبق این سبک‌های جدید، استیج‌هایی جدید نیز طراحی گردید که می‌توان به استیج صدفی و استیج خیابانی اشاره کرد. در برخی جنبه‌ها فلسفهٔ موسیقی و معماری نیز تغییر کرد و بر طبق آن، نحوهٔ اجرا و صدارسانی نیز.
سالن‌های بسیار متعددی در اقصی نقاط جهان بنا شدند که اگرچه خیلی از آن‌ها عاری از ذوق هنری است اما شاهکارهایی نیز در میان آن‌ها دیده می‌شود. در این میان می‌توان به کنسرت هال سیدنی، هلسینکی و کنسرت هال والت دیزنی در لس آنجلس اشاره کرد.